# 마녀의 조건
《마녀의 조건》(魔女の条件)은 1999년 4월 8일부터 6월 17일까지 TBS에서 방송된 일본의 텔레비전 드라마이다.

## 출연진
- 히로세 미치 - 마츠시마 나나코
- 구로사와 히카루 - 타키자와 히데아키
- 기타이 마사루 - 벳쇼 다쓰야
- 우다 기리코 - 니시다 나오미
- 마쓰오카 선생 - 누쿠미즈 요이치
- 히로세 모토코 - 시라카와 유미
- 구로사와 교코 - 구로키 히토미

## 제작진
- 각본: 유카와 가즈히코
- 연출: 도이 노부히로, 나니와 가즈히로, 가타야마 오사무
- 제작: TBS

## 주제가
- 우타다 히카루 〈First Love〉